# Hyparrhenia barteri
Espèce
Synonymes
- Andropogon barteri Hack.[1] [2]
- Sorghum barteri (Hack.) Kuntze[1]

Hyparrhenia barteri est une plante de la famille des Poaeceae et appartenant au genre Hyparrhenia.

## Liste des variétés
Selon Tropicos (25 décembre 2017) (Attention liste brute contenant possiblement des synonymes) :
- variété Hyparrhenia barteri var. barteri
- variété Hyparrhenia barteri var. calvescens (Hack.) Stapf

## Étymologie
Son épithète spécifique barteri rend hommage au botaniste britannique Charles Barter, des Jardins botaniques royaux de Kew.